# Representación mediática de la guerra ruso-ucraniana

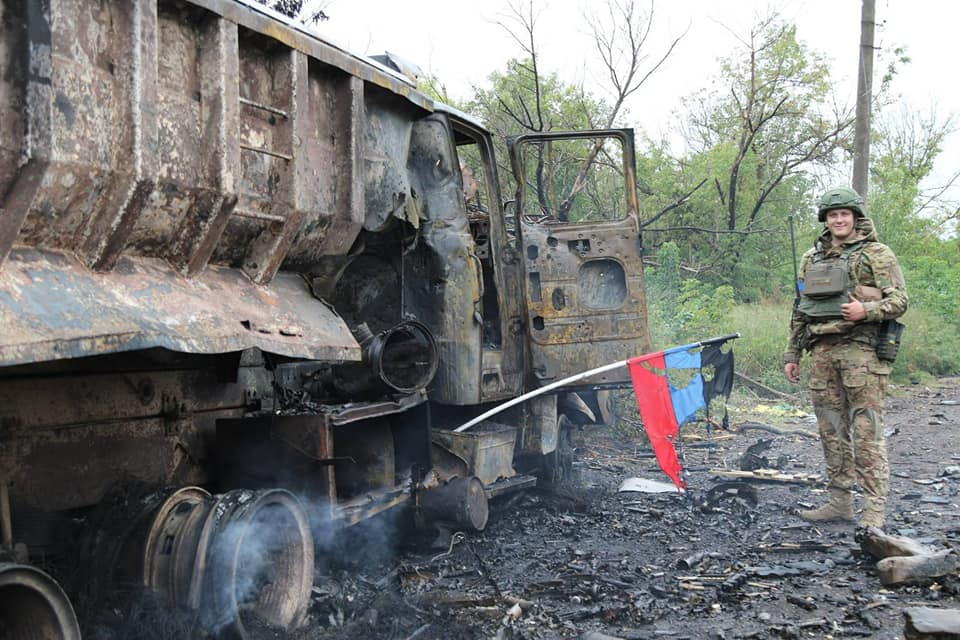
Soldado ucraniano con los restos de una bandera de la autoproclamada República Popular de Donetsk luego de la contraofensiva de Járkov de 2022, en la imagen se muestra uno de los símbolos que los separatistas prorrusos y el gobierno ruso utilizan para validar la anexión unilateral de la población ucraniana prorrusa al resto de Rusia.

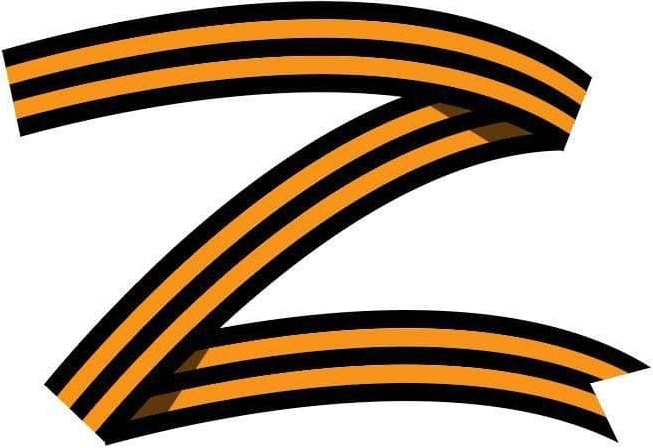
"Z" identifica a las fuerzas militares rusas en Ucrania desde 2022 y ha pasado a ser un símbolo de apoyo propagandístico (esta imagen muestra los colores de la cinta de San Jorge).

Las representaciones mediáticas de la guerra ruso-ucraniana, incluidas las escaramuzas en el este de Dombás y la revolución ucraniana de 2014 después de las protestas de Euromaidan, la posterior anexión de Crimea en 2014, las incursiones en Dombás y la invasión a gran escala de Ucrania en 2022, han diferido ampliamente. Los medios de comunicación rusos, ucranianos y occidentales han sido acusados, en diversos grados, de hacer propaganda y de librar una guerra de la información.
Si bien las narrativas de los medios rusos y ucranianos sobre el conflicto entre los dos países difieren considerablemente, debido en parte al grado de control del gobierno, sus ecosistemas de medios están dominados por la dependencia de gran parte de sus poblaciones en la televisión para gran parte de sus noticias.
Las acusaciones rusas sobre el apoyo  del gobierno ucraniano a organizaciones neonazis problema «neonazi» han sido cuestionadas por medios occidentales, que así mismo denuncian otras teorías conspirativas del gobierno de Putin.

## Primera fase de la guerra
En 2014, bajo amenaza de revocación de licencias, Ucrania prohibió a sus proveedores de televisión retransmitir una serie de canales de televisión rusos por «poner en peligro la seguridad informativa del país». El Ministerio de Asuntos Exteriores ruso calificó este hecho de violación de la libertad de prensa. Al mismo tiempo diversos medios y políticos acusaron a los medios ucranianos de «desinformación» y «manipulación psicológica» de los ucranianos.
En abril de 2014, el presidente de Ucrania, Oleksandr Turchínov, anunció el comienzo de una "Operación Anti-Terrorista" contra los separatistas del este de Ucrania. La operación degeneró en el conflicto que se conoce internacionalmente como la guerra del Donbás.
El 23 de julio el Ministerio de Asuntos Exteriores de Rusia calificó de «tabú amoral e inhumano» la falta de información sobre cientos de víctimas de las autoridades de Kiev en los medios internacionales.
Los principales medios que informan en internet sobre el conflicto son Russia Today y Sputnik, acusados de propagar información a favor del bando "pro-ruso" y Rusia, como también Ukrinform, con la misma acusación sólo que en favor del gobierno ucraniano.
El 24 de julio de 2014, dentro del proceso de lustración y con las acusaciones públicas de apoyar el separatismo y la afinidad rusa, los 32 parlamentarios del Partido Comunista son expulsados del parlamentoEn abril de 2015 el parlamento prohíbe la propaganda comunista.El 24 de julio de 2015 el Ministerio de Justicia veta el derecho del Partico Comunista a participar en procesos políticos y electorales, acogiéndose a la ley de descomunización.
En 2018 el gobierno dicta la ley marcial para las regiones límite orientales y meridionales, que son las de población más afín a Rusia (Lugansk, Donetsk, Zaporiyia, Jersón, Mikolaiv, Odesa). El 24 de febrero de 2022 el presidente la generaliza a toda Ucrania.
Medidas que afectan a la guerra mediática e ideológica:
- El Estado puede tomar el control de cualquier compañía pública, privada o colectiva si lo ve necesario.
- El Estado puede someter las infraestructuras y organizaciones de comunicación y prensa a las necesidades de excepción.
- Se suspende la celebración de referendums y elecciones políticas de cualquier tipo (parlamentarias, presidenciales, municipales, etc.)
- Se suspende el derecho de reunión y manifestación, aunque sean eventos pacíficos.
- El Estado puede suspender actos políticos que comprometan las necesidades de excepción.

## Invasión rusa de Ucrania desde 2022

### Terminología
A pesar de las dimensiones del conflicto, el gobierno ruso lo ha denominado desde el principio como «operación militar especial en Ucrania» (en ruso: специальная военная операция на Украине, romanización spetsiálnaya voyénnaya operátsiya na Ukraíne), evitando los términos de «guerra» o «invasión». Esta expresión fue empleada por primera vez por Vladímir Putin el 24 de febrero de 2022 en su discurso que dio inicio a la invasión. Uno de los motivos para la censura por parte de la Agencia federal rusa responsable de controlar los medios de comunicación (Roskomnadzor) fue la calificación de las acciones rusas como un «ataque», «invasión» o «declaración de guerra».
Desde el punto de vista opuesto, algunos medios occidentales antirrusos denominaron la contienda como la «guerra de Putin», personalizando la responsabilidad de su desencadenamiento en el presidente ruso. Las potencias aliadas de Ucrania han utilizado el término «guerra de Rusia contra Ucrania» (Departamento de Estado de los EE. UU., Consejo de la Unión Europea). Para 2024, la mayoría de medios de comunicación occidentales designaban la contienda bien como «guerra de Ucrania» o «guerra en Ucrania» (BBC, Le Monde, Euronews) o bien como «guerra ruso-ucraniana» o «guerra Ucrania-Rusia» (New York Times, El Periódico, El Mundo). Algunos autores ucranianos, sin embargo, prefieren usar el término «guerra ruso-ucraniana» para referirse a todo el conflicto entre estos países desde 2014.
Por su parte, los documentos oficiales de la Rada Suprema (parlamento ucraniano) hablan de la «agresión armada de la Federación de Rusia contra la soberanía de Ucrania». En este sentido, organizaciones internacionales como la ONU y parlamentos como el Congreso de los Estados Unidos o el Parlamento Europeo han considerado el conflicto como una «agresión rusa contra Ucrania». No obstante, António Guterres, secretario general de la ONU, le dijo a Putin que las acciones de Rusia en Ucrania son consideradas una «invasión».
También entre algunos partidarios de Ucrania se utiliza el término «Gran Guerra Patria» que remite a la participación de la RSS de Ucrania en la Gran Guerra Patria de 1941-1945. En cuanto a China, su gobierno ha preferido referirse al conflicto como «crisis de Ucrania» (en chino simplificado, 乌克兰危机; pinyin, Wūkèlán wéijī).

### Federación Rusa
A partir de 2022 Rusia ocupaba el puesto 155 de 180 países en el Índice de Libertad de Prensa compilado por Reporteros sin Fronteras. En el informe Freedom House Freedom of the Press de 2017 Rusia obtuvo un puntaje de 83 (siendo 100 el peor), principalmente debido a las nuevas leyes introducidas en 2014 que extendieron aún más el control estatal sobre los medios de comunicación. Freedom House caracterizó la situación como aún peor en Crimea donde, después de la anexión de Rusia en 2014, tanto la jurisdicción rusa como los medios extrajudiciales según Freedom House se aplican rutinariamente para limitar la libertad de expresión.
Como justificación de la invasión, Vladímir Putin utilizó una representación de Ucrania como Estado neonazi, además de declarar el 15 de febrero que se estaba produciendo un «genocidio» en el Donbás. El 24 de febrero, en su discurso sobre el comienzo de la invasión de Ucrania, llamó a la «desnazificación» de Ucrania uno de los objetivos de la invasión, y el 25 de febrero, en una reunión del Consejo de Seguridad de Rusia, llamó a las autoridades ucranianas «una banda de drogadictos y neonazis». Estas acusaciones han sido ampliamente descartadas como infundadas.
Los principales estudiosos del mundo de la historia de la Segunda Guerra Mundial, el Holocausto, el genocidio y el nazismo publicaron una declaración en el The Jewish Journal of Greater Los Angeles señalando la incorrección de la retórica sobre el neonazismo y firmada por casi 150 historiadores. Las acciones de Putin en él se denominan «abuso cínico» del término «genocidio», la memoria de la Segunda Guerra Mundial y el Holocausto, diseñado para equiparar a Ucrania con el régimen nazi y justificar la agresión de Rusia en su contra. Como señala The Washington Post, «la retórica de la lucha contra el fascismo resuena profundamente en Rusia, ya que hizo enormes sacrificios en la lucha contra la Alemania nazi en la Segunda Guerra Mundial».
El texto del Jewish Journal dice que los autores no pretenden idealizar el estado y la sociedad ucranianos y notar ciertos elementos de xenofobia en ellos, como en cualquier estado, pero esto no justifica la agresión rusa contra Ucrania. NBC News señaló que aunque hay grupos neonazis separados en Ucrania como el Regimiento Azov, no hay un apoyo generalizado a la ideología de extrema derecha ni en el gobierno, ni en el ejército, ni en las elecciones: por ejemplo, durante las elecciones parlamentarias de 2019, los partidos nacionalistas de extrema derecha no lograron obtener escaños en la Rada Suprema, de 450 escaños.
Una crítica separada fue provocada por la intención de Vladímir Putin de «desnazificar» el país encabezado por el judío Volodímir Zelenski, cuyos familiares fueron víctimas del Holocausto. El politólogo Andreas Umland señala al respecto que «Zelenski, quien es un judío de habla rusa, ganó las últimas elecciones presidenciales por un amplio margen a su oponente, un ucraniano no-judío». El Museo Conmemorativo del Holocausto en Auschwitz emitió una fuerte protesta contra las acusaciones de neonazismo de Zelenski.
Símbolo militar Z
La letra Z del alfabeto latino (en ruso: зет) es uno de los símbolos pro-bélicos utilizados por el Gobierno de la Federación de Rusia en apoyo a la intervención militar en Ucrania.

### Ucrania
El 20 de marzo de 2022 el presidente firma un decreto para fusionar todas las cadenas de televisión de alcance nacional en una sola plataforma de noticias dirigida por su gobierno, acogiéndose a la Ley Marcial.
El 20 de marzo de 2022 el presidente firma la suspensión de todos los partidos políticos de izquierda, incluyendo a su oposición parlamentaria, y declarándolos prorrusos.
Desde el 22 de mayo de 2022 el nuevo parlamento renueva la Ley Marcial cada 90 días.
El 19 de junio de 2022 la Rada Suprema (parlamento de Ucrania) aprueba una ley de prohibición de importación o distribución de libros de Belorusia, Rusia, y los territorios reclamados por Ucrania. El 22 de junio el presidente anuncia su firma.
El 21 de junio de 2022 el Ministerio de Justicia informa de la tramitación de 17 demandas para prohibir partidos políticos por su supuesta colaboración y justificación de la invasión iniciada por Rusia.
El 22 de junio de 2023 el presidente de Ucrania anuncia que, las elecciones presidenciales que constitucionalmente deberían renovarle o no en el cargo en 2024, solo se celebrarán en caso de que su bando venza en el conflicto armado frente a Rusia, que no son posibles las elecciones hasta el fin de la ley marcial que incluye la prohibición electoral (que él mismo y el parlamento prorrogan), y dice que igualmente después de la victoria será difícil organizar concentraciones públicas en las regiones.

### Unión Europea
El 28 de febrero de 2022 la UE revisa su directiva de 2014 contra quienes opinen públicamente a favor del gobierno ruso, añadiendo a 26 para alcanzar ya la cifra de 696 personas. Entre los nuevos opositores a la OTAN, hay directivos de empresas petroleras, gasísticas y bancarias rusas que han financiado o dado cobertura a la vía militar, pero también hay funcionarios que apoyaron públicamente al gobierno ruso. El 1 de marzo siguiente, la UE revisa su reglamento de 2014 contra medios de prensa prorrusos; se prohíbe distribuir la señal de «Russia today» o «Sputnik», sea por televisión (TDT) como por Internet, o hacer cualquier conexión que permita ver o recibir los medios afectos a su gobierno.

#### España
Desde su inicio todos los medios españoles se han posicionado en contra de la invasión de Ucrania por Rusia, considerándola como una agresión ilegítima que viola la integridad del país y la legalidad internacional. En alguna ocasión se han hecho eco de algunos bulos antirrusos, que han sido desmentidos a continuación, como la retransmisión de imágenes correspondientes al videojuego bélico ARMA 3 en el programa Espejo Público (cadena Antena 3) haciéndolas pasar por bombardeos rusos. En tono humorístico en algún programa se ha afirmado que Putin es comunista como Lenin porque ambos se llamaban Vladimir (Antonio Naranjo en Todo es Mentira) o que Putin está tan desesperado por la guerra que utiliza brujas para ganarla.
Por otro lado se ha criticado, como una forma de sensacionalismo y de racismo, que al hablar de los refugiados ucranianos algún reportero señalara que eran «rubios y con los ojos azules». También los medios han informado sobre los abusos cometidos sobre los refugiados por los guardias fronterizos por motivos raciales.

### Internet y redes sociales
De manera regular se ha difundido desinformación relativa al conflicto, y la cobertura mediática no ha estado exenta de controversias. Desde el inicio de los enfrentamientos, se reportaron varios bulos, como un vídeo que reflejaba un supuesto bombardeo en territorio ucraniano que se viralizó en Internet, aunque las imágenes correspondían a un videojuego. Otro ejemplo son imágenes grabadas durante las explosiones de Tianjin de 2015, que también se identificaron falsamente con bombardeos en Ucrania. Al mismo tiempo, se difundió una falsa portada de la revista Time con un fotomontaje del retrato de Vladímir Putin y Adolf Hitler con el título «The Return of History» (El regreso de la Historia).
Por su parte, Meta —compañía que agrupa a Facebook, Instagram y WhatsApp— se involucró en una polémica al no censurar que se hagan llamados de violencia contra personas y tropas rusas en sus plataformas. Sin embargo, otras compañías sí han aplicado la censura: Microsoft y Alphabet —su filial Youtube bloqueó medios de comunicación financiados por el estado ruso, incluidos los canales RT y Sputnik— implementaron un bloqueo a varios medios rusos. En el Reino Unido, Twitter eliminó varios mensajes de la embajada rusa por negar «eventos violentos» en Ucrania. También, la plataforma Duck Duck Go anunció que degradaría a rangos inferiores los resultados de búsqueda que contengan desinformación rusa.